# Sneaky Pete Kleinow
Peter E. Kleinow, detto Sneaky Pete (South Bend, 20 agosto 1934 – Petaluma, 6 gennaio 2007), è stato un musicista e compositore statunitense, noto per essere stato un membro dei Flying Burrito Brothers e per aver lavorato con artisti come Joan Baez, Jackson Browne, The Byrds, Joe Cocker, Rita Coolidge, Eagles, The Everly Brothers, George Harrison, Steve Miller Band, Joni Mitchell, The Rolling Stones, Ringo Starr, Stevie Wonder, Spencer Davis, Linda Ronstadt e molti altri.